# Chascanum schlechteri
Chascanum schlechteri là một loài thực vật có hoa trong họ Cỏ roi ngựa. Loài này được (Gürke) Moldenke mô tả khoa học đầu tiên năm 1933.